# Mallinella nyikae
Mallinella nyikae är en spindelart som först beskrevs av Pocock 1898.  Mallinella nyikae ingår i släktet Mallinella och familjen Zodariidae.
Artens utbredningsområde är Malawi. Inga underarter finns listade i Catalogue of Life.